# Karl Wilhelm Böttiger
Karl Wilhelm Böttiger (Bautzen, 1790. augusztus 15. – Erlangen, 1862. november 26.) történetíró.

## Életútja
Lipcsében teologiát és filológiát, Göttingenben pedig Heeren vezetése alatt történetet tanult. 1817-ben a lipcsei egyetem docense, 1819-ben rendkívüli tanára lett. 1821-ben rendes tanárnak küldték Erlangenbe, ahol 1822-ben egyetemi könyvtáros lett.

## Művei
- Heinrich der Löwe (Hannover, 1819)
- Geschichte der Karthager (Berlin, 1827)
- Geschichte des Kurstaats und Königreichs Sachsen (1836, új kiad. Flathe-tól, 2 kötet)
- Allgemeine Geschichte (1856)
- Geschichte Bayerns (1837)
- Geschichte des deutschen Volkes und des deutschen Landes (3. kiad.)
- Die Weltgeschichte in Biographieen (8 kötet)
- Allgemeine Geschichte 1815-52. (1854)
- Litterarische Zustände und Zeitgenossen (1838, 2 kötet)